# رام روتبرگ
رام روتبرگ (انگلیسی: Ram Rothberg؛ زادهٔ ۵ فوریهٔ ۱۹۶۴) فرمانده نظامی و سیاست‌مدار اهل اسرائیل است، که پیش‌تر به‌عنوان فرمانده نیروی دریایی اسرائیل فعالیت می‌کرد.